# 玄旨帰命壇
玄旨帰命壇（げんしきみょうだん）とは、かつて天台宗に存在した一派である。のちに淫祠邪教扱いされ江戸時代には廃絶したといわれる。

## 概要
比叡山の常行三昧堂の本尊である摩多羅神を祀って修する一種の口伝灌頂といわれる。
玄旨帰命檀は、玄旨檀と帰命檀を合わせたものである。玄旨檀とは、一心三観の深旨を口伝面授する玄旨灌頂であり、法華の法水を授者の頭頂部にそそぐ儀式である。帰命檀とは、衆生の命の根源は天台の理である一念三千にあるとして、それを実現する儀式である。
『渓嵐拾葉集』第39「常行堂摩多羅神の事」に記されるように、摩多羅神は円仁が唐から帰国する際に感得して、常行堂に勧請したと伝えられる。しかし実際は、摩多羅神は平安時代から鎌倉時代にかけて成立した玄旨帰命壇の本尊として成立したものと考えられている。
この修法は、中世に興った天台宗の口伝法流に源を発し、その流派である恵檀二流のうち、檀那流を正嫡とし、恵心流を傍流として相承したといわれる。はじめは、厳格な口伝相承であったが、時代が経るにしたがい、特に南北朝時代にこの玄旨壇灌頂を受けた円観が、淫靡な宗教に堕落せしめ、『玄旨帰命檀法』を伝えた。これは、当時、真言宗の文観の多大な影響があったとされる（望月仏教辞典参照）。
円観と交流があった真言宗・小野流の文観が真言立川流を大成して、それが次第に蔓延するに及び、ついにその影響が天台の檀那流の一派である慧光房流に波及し、神聖であった玄旨帰命壇が淫祠的な傾向を帯びたともいわれる。ただし立川流の教義・儀式は、批判弾圧した側の文献記述によるもので疑問視されている（「彼の法」集団）。
のちに阿弥陀如来への浄土信仰も取り込まれ、本堂の壇上には阿弥陀仏の像を安置した、行者の呼吸の吸吐を阿弥陀の来迎浄土と感じ取り、そこに生死の根源を究めるとする。さらに日月の精気が父母和合のときの息風に乗り胎内に入ることに始まると説く。これらは初期には、いずれも生死の根源を観じて、悟りを得ようとするものであったが、南北朝時代以降、現実の世界や愛欲の煩悩を「煩悩即菩提」の立場から積極的に仏事として肯定し、交会（性交）の儀式を以って悟りを得ようと解釈する向きが強まった。このため真言立川流の影響が多大であったが、江戸時代、天台の霊空（後述）により、これを改めて、禁圧し、現在ではその正しい部分のみを発見しようという努力がされている。
1689年（元禄2年）に、安楽院の霊空が『闢邪篇』（へきじゃへん）を著して批判し、輪王寺宮に上書したことで、典籍が没収され焚書にあい、玄旨帰命壇はついに禁断とされ廃絶したといわれる。